# Finansminister
En finansminister är den minister i en regering (kabinett) som ansvarar för den nationella ekonomiska politiken. Till en finansministers uppgifter hör statsbudget, att stimulera den nationella ekonomin, och att kontrollera statsfinanserna. Sedan etableringen av FN och andra internationella organ på 1900-talet, har finansministern också att driva landets ekonomiska politik internationellt med andra länders finansministrar och med relevanta organisationer.
Finansministern leder ett finansministerium eller motsvarande och bistås i detta av en tjänsteman som vanligtvis är politiskt tillsatt och i flera länder innehar titeln statssekreterare. En finansminister kan ha olika titlar i olika länder, såsom skattmästare, finanssekreterare, eller som i Storbritannien Chancellor of the Exchequer. Beroende på statsskick och regeringens politiska framtoning, har finansministern högst varierad makt och betydelse i olika länder och i olika tider. Vanligtvis är det dock en av de mer prestigefyllda ministerposterna i regeringen, i till exempel USA är posten femma i successionsordningen för presidenten. I Storbritannien ingår finansministern, tillsammans med premiärministern, inrikesministern och utrikesministern, i de höga statliga ämbeten som kallas Great Offices of State. Även i Spanien har finansministerposten hög status och rangordnas som nummer fyra bland regeringens fackministrar, efter utrikes-, justitie- och försvarsministern.
I Finland titulerars finansministern just finansminister. I Sverige är den formella benämningen däremot statsråd och chef för finansdepartementet, även om titeln finansminister vanligen används i dagligt tal. 
Inom ramen för Europeiska unionens råd (ministerrådet) möts finansministrarna i formationen Rådet för ekonomiska och finansiella frågor.

## Olika länders finansministrar
| Land           | Ministertitel                                               | Biträde                                                                    | Ministerium                                                       | Nuvarande ämbetsinnehavare |
| -------------- | ----------------------------------------------------------- | -------------------------------------------------------------------------- | ----------------------------------------------------------------- | -------------------------- |
| Australien     | Treasurer                                                   | Assistant Minister to the Treasurer                                        | Department of the Treasury                                        | Josh Frydenberg            |
| Belgien        | Ministre fédéral des Finances                               |                                                                            | Service public fédéral Finances                                   | Alexander De Croo          |
| Danmark        | Finansminister                                              | Departementschef                                                           | Finansministeriet                                                 | Nicolai Wammen             |
| Filippinerna   | Secretary of Finance Kalihim ng Pananalapi                  | Undersecretary                                                             | Department of Finance Kagawaran ng Pananalapi                     | Carlos Dominguez III       |
| Finland        | Finansminister                                              | Statssekreterare                                                           | Finansministeriet                                                 | Riikka Purra               |
| Frankrike      | Ministre de l'Économie, de l'Industrie et de l'Emploi       | Secrétaire d'État (Statssekreterare)                                       | Ministère de l'Économie, de l'industrie et de l'emploi            | Éric Lombard               |
| Georgien       | Sakartvelos pinansti ministri საქართველოს ფინანსთა მინისტრი | მინისტრის პირველი მოადგილე (Ministris pirveli moadgile)                    | საქართველოს ფინანსთა სამინისტრო (Sakartvelos pinansti saministri) | Mamuka Bakhtadze           |
| Irland         | Minister for Finance                                        | Minister of State for Public Service Reform and the Office of Public Works | Department of Finance                                             | Paschal Donohue            |
| Italien        | Ministro dell'Economia e delle Finanze                      | Sottosegretario di Stato (Understatssekreterare)                           | Ministero dell'Economia e delle Finanze                           | Giovanni Tria              |
| Kanada         | Minister of Finance                                         | Deputy Minister                                                            | Department of Finance                                             | Bill Morneau               |
| Malaysia       | Menteri Kewangan Minister of Finance                        | Deputy Minister                                                            | Kementerian Kewangan                                              | Lim Guan Eng               |
| Nederländerna  | Minister van Financiën                                      | Staatssecretaris                                                           | Ministerie van Financiën                                          | Wopke Hoekstra             |
| Norge          | Finansminister                                              | Statssekretær                                                              | Finansdepartementet                                               | Jens Stoltenberg           |
| Polen          | Minister Finansów                                           | Sekretarz Stanu (Statssekreterare)                                         | Ministerstwo Finansów                                             | Teresa Czerwińska          |
| Portugal       | Ministro das Finanças                                       | Secretário de Estado (Statssekreterare)                                    | Ministério das Finanças                                           | Mário Centeno              |
| Singapore      | Minister of Finance                                         |                                                                            | Ministry of Finance                                               | Heng Swee Keat             |
| Spanien        | Ministra de Hacienda y Administraciones Públicas            | Secretario de Estado (Statssekreterare)                                    | Ministerio de Hacienda y Administraciones Públicas                | Nadia Calviño              |
| Storbritannien | Chancellor of the Exchequer                                 | Chief Secretary to the Treasury                                            | HM Treasury                                                       | Rachel Reeves              |
| Sverige        | Finansminister                                              | Statssekreterare                                                           | Finansdepartementet                                               | Elisabeth Svantesson       |
| Tyskland       | Bundesminister der Finanzen                                 | Staatssekretäre                                                            | Bundesministerium der Finanzen                                    | Jörg Kukies                |
| USA            | Secretary of the Treasury                                   | Deputy Secretary of the Treasury                                           | Department of the Treasury                                        | Scott Bessent              |